# Gradara
Gradara é uma comuna italiana da região das Marcas, Província de Pesaro e Urbino, com cerca de 3.361 habitantes. Estende-se por uma área de 17 km², tendo uma densidade populacional de 198 hab/km². Faz fronteira com Cattolica (RN), Gabicce Mare, Pesaro, San Giovanni in Marignano (RN), Tavullia.
Pertence à rede das Aldeias mais bonitas de Itália.